# Елена (дочь Константина Великого)
Елена (320-е — ноябрь 360, Вьен) — супруга императора Римской империи Юлиана Отступника. Была императрицей короткое время, когда Юлиан был провозглашён Августом войсками в 360 году. Умерла до разрешения его конфликта с Констанцием II.
Дочь императора Константина Великого от второй супруги Флавии Максимы Фаусты. Сестра Константины, Констанция II, Константина II, Константа и единокровная сестра Криспа.
О детстве и молодости Елены мало сведений. Воспитывалась она скорее всего своей бабкой Еленой после казни матери в 326 году. Под её опекой Елена стала сторонницей христианства и воспитывалась в этой вере. Её положение не изменилось после смерти отца и в период борьбы за власть между её братьями и узурпаторами в 337—350 годах. К 355 году в семье Константина Великого осталось только двое представителей мужского пола — Констанций II и его племянник Юлиан. Поэтому 6 ноября 355 года последний получил титул кесаря, а позднее в том же году состоялась свадьба между Еленой и Юлианом в городе Медиолан (современный Милан). После свадьбы супруги отправились в Галлию, где правил Юлиан.
В 356 году Елена родила сына, но тот умер сразу после рождения; по некоторым сведениям руку к этому приложил Констанций II. В феврале 360 года Елена присутствовала на военных и политических собраниях в городе Лютеция (современный Париж), где Юлиана объявили Августом, а Елену — Августой. Это означало открытое выступление против императора Констанция. Елена поддержала мужа, а не брата. Вместе с Юлианом она двинулась на восток, но вскоре заболела и умерла. Была похоронена в Риме в семейной гробнице (современный собор Святой Констанции).